# Chile nos Jogos Olímpicos de Inverno de 1956
O Chile competiu nos Jogos Olímpicos de Inverno de 1956 em Cortina d'Ampezzo, Itália. O país enviou 4 atletas o Esqui alpino para os jogos

## Esqui alpino
| Evento                   | Nome              | Tempo  | Classificação |
| ------------------------ | ----------------- | ------ | ------------- |
| Downhill masculino       | Vicente Vera      | 4:25.4 | 41º           |
| Slalom gigante masculino | Vicente Vera      | 4:10.6 | 72º           |
| Slalom gigante masculino | Sergio Navarrete  | 4:20.3 | 78º           |
| Slalom gigante masculino | Arturo Hammersley | 4:20.4 | 79º           |
| Slalom masculino         | Vicente Vera      | 287.7  | 44º           |
| Slalom masculino         | Arturo Hammersley | 302.9  | 51º           |
| Slalom masculino         | Sergio Navarrete  | DNF    | —             |

Hernan Oelckers também está listado no time de esquiadores, mas não competiu.